# Hegel (album)
Hegel è il ventesimo e ultimo album discografico di Lucio Battisti, pubblicato il 29 settembre 1994 dall'etichetta discografica Numero Uno.

## Descrizione
Hegel è il quinto album di Lucio Battisti con testi di Pasquale Panella. Intitolato al filosofo Georg Wilhelm Friedrich Hegel, il disco contiene un notevole numero di richiami filosofici all'estetica e alla vita del filosofo dell'idealismo tedesco, specialmente nelle canzoni Hegel, Tubinga, Estetica, La bellezza riunita; la canzone Tubinga in particolare prende il titolo dall'omonima città tedesca dove Hegel soggiornò e fu studente in gioventù. Sono inoltre presenti, a detta di alcuni, dei riferimenti ironici all'ex paroliere di Battisti, Mogol.
Hegel è l'unico album di Battisti le cui edizioni originali furono pubblicate solo su CD e non su LP. All'interno del cofanetto LB - Lucio Battisti, pubblicato nel 1998, è comunque reperibile una versione in vinile realizzata appositamente.
Delle canzoni Hegel e La bellezza riunita vennero realizzati videoclip ufficiali.

### Copertina
La copertina dell'album, costituita da una E maiuscola, è stata oggetto di numerose interpretazioni: secondo alcuni, sarebbe l'iniziale della parola inglese "end", fine.

## Tracce
Testi di Pasquale Panella, musiche di Lucio Battisti.
1. Almeno l'inizio – 4:55
2. Hegel – 5:11
3. Tubinga – 4:49
4. La bellezza riunita – 5:02
5. La moda nel respiro – 4:18
6. Stanze come questa – 4:33
7. Estetica – 5:06
8. La voce del viso – 4:12

Durata totale: 38:06

## Formazione
- Lucio Battisti - voce
- Andy Duncan - batteria, programmazione, percussioni
- Lyndon Connah - chitarra, programmazione, tastiera

## Accoglienza
| Recensione             | Giudizio                |
| ---------------------- | ----------------------- |
| Ondarock               | 7 / 10 – Pietra miliare |
| Storia della musica.it | [ 6 ]                   |

Come il precedente, Hegel deluse sul piano del successo commerciale: fu il 68º album più venduto in Italia nel 1994, raggiungendo come picco nella classifica settimanale il quinto posto; rimase fra i primi cinquanta per sole otto settimane.

### Classifiche

#### Classifiche settimanali
| Classifica (1994) | Posizione massima |
| ----------------- | ----------------- |
| Europa            | 62                |
| Italia            | 5                 |